# Emmanuel Akwuegbu
Emmanuel Akwuegbu (* 20. Dezember 1978 in Jos) ist ein nigerianischer Fußballspieler, der auch die österreichische Staatsbürgerschaft besitzt.

## Werdegang als Spieler
Akwuegbu startete seine Karriere beim französischen Verein RC Lens. 1999 wechselte er nach Österreich zu SW Bregenz in die österreichische Bundesliga. Nach vier Jahren in Bregenz ging der Nigerianer zum drei Klassen tieferen Klub FC Waidhofen. Nach zwei Saisons in Waidenhofen zog es den Stürmer 2005 zum Regionalligisten Stuttgarter Kickers. Nach einer Spielzeit folgten mit dem SV Sandhausen und der SV Elversberg 07 weitere Stationen in Deutschland, ehe er wieder nach Österreich zum FC Dornbirn zurückkehrte. Bereits im darauf folgenden Jahr ging er nach Indien zum Sporting Clube de Goa, wo er nach zwei Jahren seine Laufbahn als Fußballspieler beendete.

## Werdegang als Trainer
Im Jahre 2012 war Akwuegbu als Trainer beim Innsbrucker AC tätig.

## Persönliches
Sein älterer Bruder Benedict Akwuegbu war ebenfalls als Fußballer aktiv und spielte unter anderem beim Grazer AK, dem FC St. Gallen und für die Sportfreunde Siegen.